# 2015年11月中國大陸

## 11月1日
- 中断三年的中日韩领导人会议在韩国首尔举行，出席会议的领袖包括中国国务院总理李克强、韩国总统朴槿惠、日本内阁总理大臣安倍晋三。[1]
- 11月1日晚间，新华社报道，泽熙投资管理有限公司法定代表人、总经理徐翔等人通过非法手段获取股市内幕信息，从事内幕交易、操纵股票交易价格，其行为涉嫌违法犯罪，近日被公安机关依法采取刑事强制措施[2][3][4][5][6][7]。

## 11月2日
- 中国商飞研制的窄体干线客机C919注册编号为B-001A的首架机在中国上海下线。[8]

## 11月3日
- 中央第三轮巡视全部进驻，主要集中银行证券业。此次15个巡视组除了第七巡视组负责3家单位的巡视工作以外，其他都负责2家。第七巡视组负责证监会、上海证券交易所和深圳证券交易所[9][10]。
- 天津港集团总裁郑庆跃被免职[11][12][13][14][15]。

## 11月4日
- 中共中央、国务院台湾事务办公室主任张志军4日宣布，两岸领导人习近平和马英九将于7日在新加坡会面[16]。
- 俄罗斯4.7平方千米土地归还中国，系清朝时期割让。1993年中俄边界重新划界时划入。1860年11月4日，清政府全权议和大臣奕䜣与俄国驻华公使伊格那提也夫在北京签订了中俄《北京条约》，承认了此前一直拒绝批准的中俄《瑷珲条约》。在《北京条约》中，将原先规定为中俄“共管”的乌苏里江以东至海之地，包括库页岛以及不冻港海参崴在内约40万平方公里归俄国所属[17]。
- 南航集团总经理司献民落马，反腐打落首位民航老总。供职南航超20年[18][19][20][21][22]。
- 总政歌舞团女歌手吴娜、阿鲁阿卓曾行贿厅官安徽广电原台长张苏洲16万。张苏洲腐败窝案涉案20余人、涉案总金额超过3300万元，主要涉及电视剧采购“吃回扣”、广告业务套利、滥发奖金稿费等[23][24]。

## 11月5日
- 卫计委确定二孩实施时间：现在怀孕不算违政策[25]。
- 中央政法委首次通报5起干预、过问司法案件典型案例，将对各地上报的典型案例及时汇总，适时再通报，对那些行动迟缓、执行不力的地方和单位将重点督办。包括江苏徐州市人大常委会原副主任丁维和、云南昭通维稳办副主任彭泽高干预司法活动、插手具体案件处理案；北京高院民二庭原庭长陈海鸥、北京丰台区检察院法警队法警李朝阳、上海浦东新区检察院原书记员刘一定过问案件案[26][27][28][29]。
- 广州市原政法委书记吴沙接受调查[30][31][32][33]。

## 11月6日
- 陕西省安康市汉滨区恒口镇安子沟村女子唐志会因上访被送精神病院，申请国家赔偿308万元，并要求消除公安网上信访等不良记录[34][35][36][37]。

## 11月7日
- 海峡两岸最高领导人习近平与马英九在新加坡的香格里拉大酒店举行「2015年两岸领导人会面」。[38][39][40]
  - 习近平：“尊敬的马英九先生，各位朋友，大家下午好：今天，是一个非常特别的日子，两岸领导人见面，翻开了两岸关系历史性的一页，历史将会记住今天。两岸关系66年的发展历程表明，不管两岸同胞经历多少风雨，有过多少时间的隔绝，没有力量能把我们分开，因为我们是打断骨头连着筋的同胞兄弟，是血浓于水的一家人。”[41]
  - 两岸领导人7号在新加坡握手相会后各自发表约五分钟的讲话。马英九在讲话中说：“今天我跟习先生分别以台湾跟大陆领导人的身份穿越66年时空伸手相握。握着两岸的过去与未来，也握着中华民族振兴的希望，深具历史的意义。”马英九:“北宋大儒张横渠主张‘为天地立心，为生民立命，为往圣继绝学，为万世开太平’。习先生，为了两岸人民，让我们一起努力、为生民立命，为万世开太平，为中华民族开创更和平灿烂的未来。”[42]

## 11月9日
- 律师发现案件错误可向政法机关提处理建议。今后对于涉法涉诉案件不满而采取信访形式讨要说法的当事人，将可以得到律师的免费法律服务。中央政法委印发《关于建立律师参与化解和代理涉法涉诉信访案件制度的意见(试行)》，要求全面建立律师参与化解和代理涉法涉诉信访案件，律师今后将帮助信访人对案件进行分析[43][44]。

## 11月11日
- 11月11日上午，中共北京市委常委会召开扩大会议，通报中央关于副书记吕锡文涉嫌严重违纪，接受组织调查的决定。自11月2日至11日，短短9天之内，中共中央纪委就发出了朱福寿、司献民、白雪山、艾宝俊、吕锡文等5名中管干部涉嫌严重违纪接受组织调查的通报。10月30日，中央纪委通报谷春立、乐大克严重违纪被开除党籍和公职；11月11日，中央纪委再发“双开”通报，这一次的对象是何家成……搞腐败就一定会付出代价、受到惩罚，这是越来越显而易见的事实，但还是有人误判、低估中央反腐的决心[45][46][47][48]。

## 11月13日
- 证监会副主席姚刚被查，曾领导救市工作。姚刚在证监会领导班子上的排位一直位于第二，仅次于证监会主席肖钢。港媒称，有证监会高官在救市期间，违规把巨额资金转移到香港和新加坡，与境外合谋做空中国股市，而负责转移资金的人，已被从香港“劝回”内地自首[49]。
- 军队权威部门对外公布了两个“军老虎”落马情况：第二炮兵工程大学原副政委吴瑞忠、武警交通指挥部原副司令员瞿木田涉嫌因严重违纪已被移送军事检察机关依法处理。上周落马的省部（军）级官员已有5人，31个省区市均有省部级官员被揪出[50][51][52]。
- 浙江省丽水泥石流已致11死26失踪。11月13日22时50分许，浙江省丽水市莲都区雅溪镇里东村发生山体滑坡。灾害发生后，中共中央政治局常委、国务院总理李克强作出重要批示，要求抓紧全力搜救被埋群众，救治受伤人员，尽最大努力减少伤亡[53][54][55][56]。
- 国家工商总局公布了12起典型违法广告案，通报了某些利用名人进行营销的虚假广告[57][58]，赵忠祥、侯耀华、李金斗等涉案被点名[59][60][61][62]。

## 11月15日
- 西安118米高楼遭爆破拆除，1999年落成至今未使用。位于陕西西安市繁华路段的“环球西安中心”项目爆破拆除工程起爆[63]。据悉，该建筑是目前国内城市爆破拆除中最高的楼房，可谓“全国第一爆”[64][65]。

## 11月19日
- 伊斯兰国组织宣布已处决一名中国人质及一名挪威人质。中国外交部证实中国公民樊京辉被杀消息，中国政府强烈谴责极端组织残忍杀害人质，并向遇害者家属表示深切慰问[66]。

## 11月20日
- 2015年11月，中共中央郑重安排对《胡耀邦同志百年诞辰》的纪念活动，中共中央总书记习近平等党和国家领导人亲自出席20日当天的纪念大会，总书记习近平发表讲话。[67]

## 11月21日
- 广州恒大淘宝足球俱乐部在广州天河体育中心举办的2015年亚冠联赛次回合比赛中以1-0击败迪拜国民足球俱乐部，成功获得亚冠冠军[68]。

## 11月24日
- 新京报讯：傍晚，中纪委转发驻教育部纪检组的消息称，中国传媒大学3名校领导：党委书记陈文申、校长苏志武、副校长吕志胜，因违反八项规定分别受到了通报批评、免职等处分。自八项规定实施以来，高校系统一次性处分顶风违纪的3名校领导，较为少见[69][70]。

## 11月26日
- 中共中央总书记、中央军委主席、中央军委深化国防和军队改革领导小组组长习近平出席中共中央军委改革工作会议，并发表重要讲话。除了裁军三十万外，七大军区将会被四大战区取代，中央军委同时组建新的纪委和政法委，有传四总部只会保留总参谋部[71]。
  - 国防部27日在京举行专题新闻发布会，国防部新闻事务局局长、国防部新闻发言人杨宇军详细解读了深化国防和军队改革的十六个问题[72][73]。许多基层官兵、军队老同志、地方干部群众纷纷以各种方式为改革献计献策。1998年军队和武警部队停止一切经商活动后，允许一些单位和行业开展对外有偿服务。全面停止军队开展对外有偿服务，有利于纯洁部队风气、保持人民军队性质和本色[74]。

## 11月27日
- A股沪指创3个月来最大单日跌幅。国信证券、中信、海通证券三大券商突遭调查，管理层再降杠杆，沪指暴跌5.48%[75][76][77]。

## 11月28日
- 27－28日，中央扶贫开发工作会议在北京召開。中共中央总书记习近平在工作会议上强调，脱贫攻坚战冲锋号已经吹响[78][79][80]。
- 广珠城际铁路首次开通跨线旅客列车，分别是珠海至北京西和桂林北的动车组列车。[81][82][83]